# Jean de Baroncelli
Marie Joseph Henri Jean de Baroncelli, Xè Marquès de Javon (16è districte de París, 25 de març de 1914 - Montpeller, 31 de juliol de 1998) és un escriptor i crític de cinema francès. Dedicat a la crítica cinematogràfica al diari le Monde del 1953 al 1983.

## Biografia
Nascut uns mesos abans de l'esclat de la Primera Guerra Mundial. A la mort del seu pare, el cineasta Jacques de Baroncelli, es convertiria en el Xè marquès de Baroncelli, [1] encara que el títol l'esmentava poc. La seva família provenia de la petita noblesa provençal amb orígens a la Toscana i havia prosperat gràcies al comerç durant el segle xix.
Va estudiar Dret i Humanitats al prestigiós École libre des sciences politiques (Sciences Po). Durant la dècada de 1940 va publicar diverses novel·les, inclosa Vingt-six hommes (1942) i Le disgracié (1946). Es va casar amb l'actriu de teatre Sophie Desmarets l'octubre de 1950 i la parella es va traslladar a una antiga granja que havia heretat al nord-oest de Montpeller, on durant els estius seguien un estil de vida de celebritats, amb festes freqüents. Tot i això, les gelades no estacionals del 1956 van arruïnar la collita del vi aquell any i es va haver de vendre gran part de les terres de conreu. Posteriorment continuaren venent terres, i la majoria de les 300 hectàrees havien estat venudes i desenvolupades per a habitatges a finals dels anys seixanta. Mentrestant, la filla de la parella, Caroline, va néixer el 1952.
Des del 1953 fins a 1983 va col·laborar regularment a Le Monde, proporcionant nombroses ressenyes de pel·lícules juntament amb entrevistes i articles d'investigació. Va formar part de diversos jurats de festivals de cinema (Berlín 1957, Canes 1958 i 1963, i Venècia 1961). En una etapa va ser membre del comitè organitzador del Festival Internacional de Cinema de Canes. També ha participat diverses vegades a la ràdio francesa sobre el programa d'art i de crítica "Le Masque et la Plume". Fou un dels primers col·laboradors de Libération, originalment un diari de la resistència, i membre fundador de l'Associació francesa dels cinemes d'art i d'assaig el 1955.

## Obres
- Vingt-six hommes, Paris, Grasset, 1942.
- Gilbert, 1945.
- Né en 1914, Paris, Grasset 1945.
- Le Disgracié, Paris, La Jeune Parque, 1946.
- Les Chevaliers de la Lune, Paris, Table ronde, 1950.
- L'Hispano blanche, Paris, Orban, 1988.